# Space Ship One
Space Ship One — пятый сольный альбом Пола Гилберта, выпущенный в 2005 году. На данный момент это последний альбом Пола Гилберта с вокалом (не считая совместного альбома с Фредди Нельсоном, однако на нём Пол исполняет только партии бэк-вокала).

## Об альбоме
На данном альбоме нарушилась традиция записывать классическое произведение в переложении для электрогитары. Однако на следующем альбоме Пол возобновил её.
Спустя некоторое время после выпуска Space Ship One вышел DVD «Space Ship One Live». На DVD музыканты исполняют большинство песен с альбома в студии вживую, разбавив трек-лист несколькими треками с ранних альбомов Гилберта. Кроме того, к каждой песне Пол говорит небольшое вступительное слово. Буклет диска украшен фотографиями, сделанными во время записи DVD.
Композиция «Jackhammer» названа в честь знаменитой педали дисторшн от Marshall.
После записи Space Ship One Пол решил изменить формат своих сольных альбомов — если ранее он записывал музыку на стыке блюза хард-рока, то следующий альбом представляет собой инструментальный рок.

## Список композиций
Все песни написаны Полом Гилбертом, кроме отмеченных особо.
1. «Space Ship One» — 05:58
2. «Every Hot Girl Is a Rockstar» — 03:01
3. «On the Way to Hell» — 02:52
4. «SVT» — 04:00
5. «Jackhammer» (Instrumental) — 05:04
6. «Terrible Man» — 03:18
7. «Interaction» — 04:18
8. «G9» (Instrumental) — 02:12
9. «Mr. Spock» — 04:51
10. «Boku No Atama» — 02:28
11. «Good Man» — 03:54
12. «Wash My Car» — 04:12
13. «It’s All Too Much» (George Harrison cover) — 06:43
14. «We All Dream of Love» — 03:13

## Участники записи
- Пол Гилберт — вокал, гитара
- Linus Of Hollywood — бас-гитара, бэк-вокал
- Марко Миннеманн — ударные

### Продюсирование
- Продюсирование и сведение — Пол Гилберт
- Запись и звукорежиссура — Том Сайз, Linus Of Hollywood, Энрико Сесселего и Рик Сальва.
- Мастеринг — Стив Холл